# Fontaine Broder
La fontaine Broder, appelée en allemand Broderbrunnen, est une fontaine située dans la ville suisse de Saint-Gall.

## Histoire
C'est le 1er mai 1895 que, pour la première fois, l'eau du lac de Constance est utilisée pour alimenter les ménages saint-gallois en eau courante. À titre de mémorial, l'architecte suisse August Bösch reçoit le mandat de la ville pour créer une fontaine qui sera nommée en mémoire du juge cantonal Hans Broder (1845-1891), qui avait légué sa fortune à la ville.
La fontaine est inscrite comme bien culturel suisse d'importance nationale.

## Source
- (de) Cet article est partiellement ou en totalité issu de l’article de Wikipédia en allemand intitulé « Broderbrunnen » (voir la liste des auteurs).